# 세하두쥐
세하두쥐(Thalpomys cerradensis)는 비단털쥐과에 속하는 설치류이다. 브라질 중동부 세하두 지역에서 발견된다. 자연 서식지는 초원 지대이다.